# Dragoljub Ojdanić
Dragoljub Ojdanić (in serbo Драгољуб Ојданић?; Ravni, 1º giugno 1941 – Belgrado, 6 settembre 2020) è stato un generale serbo, capo di stato maggiore generale delle forze armate serbo-montenegrine e ministro della difesa della Repubblica Federale di Jugoslavia, accusato di crimini di guerra in merito di deportazioni e trasferimenti forzati avvenuti durante la Guerra del Kosovo.

## Biografia
Nel 1958 Ojdanić studiò all'accademia militare jugoslava e vi si laureò nel 1964. Fu vice-comandante del 37º corpo dell'Armata popolare jugoslava, con il comando a Užice. Fu promosso a Maggior generale il 20 aprile del 1992 e divenne comandante del korpus di Užice. Sotto il suo comando, il corpo di Užice fu impegnato in operazioni militari nell'est della Bosnia durante la Guerra in Bosnia ed Erzegovina.
Ha servito come capo dello stato maggiore generale della 1ª armata dell'Esercito della Repubblica Federale di Jugoslavia dal 1993 al 1994. Dal 1994 al 1996 è stato comandante della 1ª armata. Nel 1998 il presidente Slobodan Milošević lo ha nominato capo dello stato maggiore generale dell'Esercito jugoslavo. È stato anche capo dello stato maggiore generale durante l'Operazione Allied Force della NATO. Nel febbraio del 2000 dopo la morte del ministro della difesa Pavle Bulatović, è stato nominato ministro della difesa e promosso al grado di Generale d'armata.
Il 25 aprile del 2002, Ojdanić è stato trasferito dal governo jugoslavo al Tribunale penale internazionale per l'ex-Jugoslavia a L'Aia. Ojdanić è stato autorizzato a partecipare al funerale di Slobodan Milošević dopo la sua morte avvenuta l'11 marzo del 2006. Il 26 febbraio del 2009, il tribunale ha condannato Ojdanić a 15 anni di carcere, dopo l'accusa di deportazione e trasferimenti forzati.
il 27 maggio del 2009, il suo caso è stato portato in appello. Il co-difensore di Ojdanić è lo statunitense Peter Robinson. Nel gennaio del 2013, Ojdanić ha ammesso di aver partecipato attivamente ai crimini di guerra in Kosovo, dopo queste affermazioni anche l'Albania ha ritirato l'appoggio al suo appello nell'agosto del 2013, il tribunale gli ha concesso la libertà provvisoria; da allora visse in Serbia.